# آفاتینیب
آفاتینیب (انگلیسی: Afatinib) که با نام تجاری گیلوتریف به بازار عرضه شده‌است، دارویی است که برای درمان سرطان ریه از نوع سلول غیرکوچک (NSCLC) به‌کار می‌رود. این دارو یک بازدارنده تیروزین-کیناز است و به‌صورت خوراکی مصرف می‌شود.
این دارو برای درمان آن گروه از سرطان‌های ریه به‌کار می‌رود که دچار جهش در ژن سازندهٔ گیرنده فاکتور رشد اپیدرمی (EGFR) است.
آفاتینیب یکی از داروهای ضروری سازمان جهانی بهداشت است.

## کاربرد درمانی
آفاتینیب برای درمان «سرطان ریه از نوع سلول غیرکوچک» تأیید شده‌است، اما شواهدی وجود دارد که نشان می‌دهد مصرف آن در سرطان‌های دیگر ممکن است سودمند باشد.

## عوارض جانبی
عوارض جانبی دارو بر حسب میزان بروز به شرح زیر است:

### عوارض بسیار شایع: بروز بیش از ۱۰٪
- اسهال (بالای ۹۰٪)
- ضایعات پوستی جوش‌مانند
- استوماتیت
- عقربک
- کاهش اشتها
- خون‌دماغ
- خارش
- خشکی پوست

### عوارض شایع: بین ۱ تا ۱۰٪
- کم‌آبی بدن
- تغییر در احساس مزه‌ها
- خشکی چشم
- عفونت ادراری
- التهاب لب‌ها
- تب
- آبریزش بینی
- کاهش پتاسیم خون
- التهاب ملتحمه
- افزایش آنزیم‌های کبدی ALT و AST
- سندرم دست و پا
- گرفتگی ماهیچه‌ها
- نارسایی کلیه

### عوارض ناشایع
- التهاب قرنیه
- بیماری بینابینی ریه

## مکانیسم عمل دارو
همچون داروهای لاپاتینیب و نراتینیب، آفاتینیب نیز یک مهارکننده پروتئین کیناز که به‌طور غیرقابل بازگشت، کینازهای گیرندهٔ شمارهٔ ۲ فاکتور رشد اپیدرمی و گیرنده فاکتور رشد اپیدرمی را مهار می‌کند. آفاتینیب نه تنها در جهش‌های گیرنده فاکتور رشد اپیدرمی مؤثر است (همچون داروهای ارلوتینیب و جفیتینیب)، بلکه در سایر جهش‌های ناشایع دیگر نیز که به داروهای یادشده مقاوم هستند، اثر می‌کند. البته این دارو بر روی سلول‌های دچار جهش T790M اثری ندارد که نیازمند داروهای نسل سوم همچون اوسیمرتینیب هستند. به خاطر اثری که این دارو علیه جهش‌های گیرندهٔ شمارهٔ ۲ فاکتور رشد اپیدرمی دارد، پژوهش‌هایی برای استفاده از آن در سرطان پستان و سایر انواع سرطان در دست انجام است.

آفاتینیب توسط پیوند کووالانسی و طی واکنش مایکل، به سیستئین شمارهٔ ۷۹۷ گیرنده فاکتور رشد اپیدرمی متصل می‌شود. (IC_{50} = ۰٫۵ نانومولار).